# Municipio de Camp Branch (condado de Cass)
El municipio de Camp Branch (en inglés: Camp Branch Township) es un municipio ubicado en el condado de Cass en el estado estadounidense de Misuri. En el año 2010 tenía una población de 2344 habitantes y una densidad poblacional de 16,98 personas por km².

## Geografía
El municipio de Camp Branch se encuentra ubicado en las coordenadas 38°38′10″N 94°14′7″O / 38.63611, -94.23528. Según la Oficina del Censo de los Estados Unidos, el municipio tiene una superficie total de 138.02 km², de la cual 136,86 km² corresponden a tierra firme y (0,84 %) 1,16 km² es agua.

## Demografía
Según el censo de 2010, había 2344 personas residiendo en el municipio de Camp Branch. La densidad de población era de 16,98 hab./km². De los 2344 habitantes, el municipio de Camp Branch estaba compuesto por el 97,61 % blancos, el 0,38 % eran afroamericanos, el 0,85 % eran amerindios, el 0,13 % eran asiáticos, el 0,21 % eran de otras razas y el 0,81 % eran de una mezcla de razas. Del total de la población el 1,79 % eran hispanos o latinos de cualquier raza.